# 生き胴

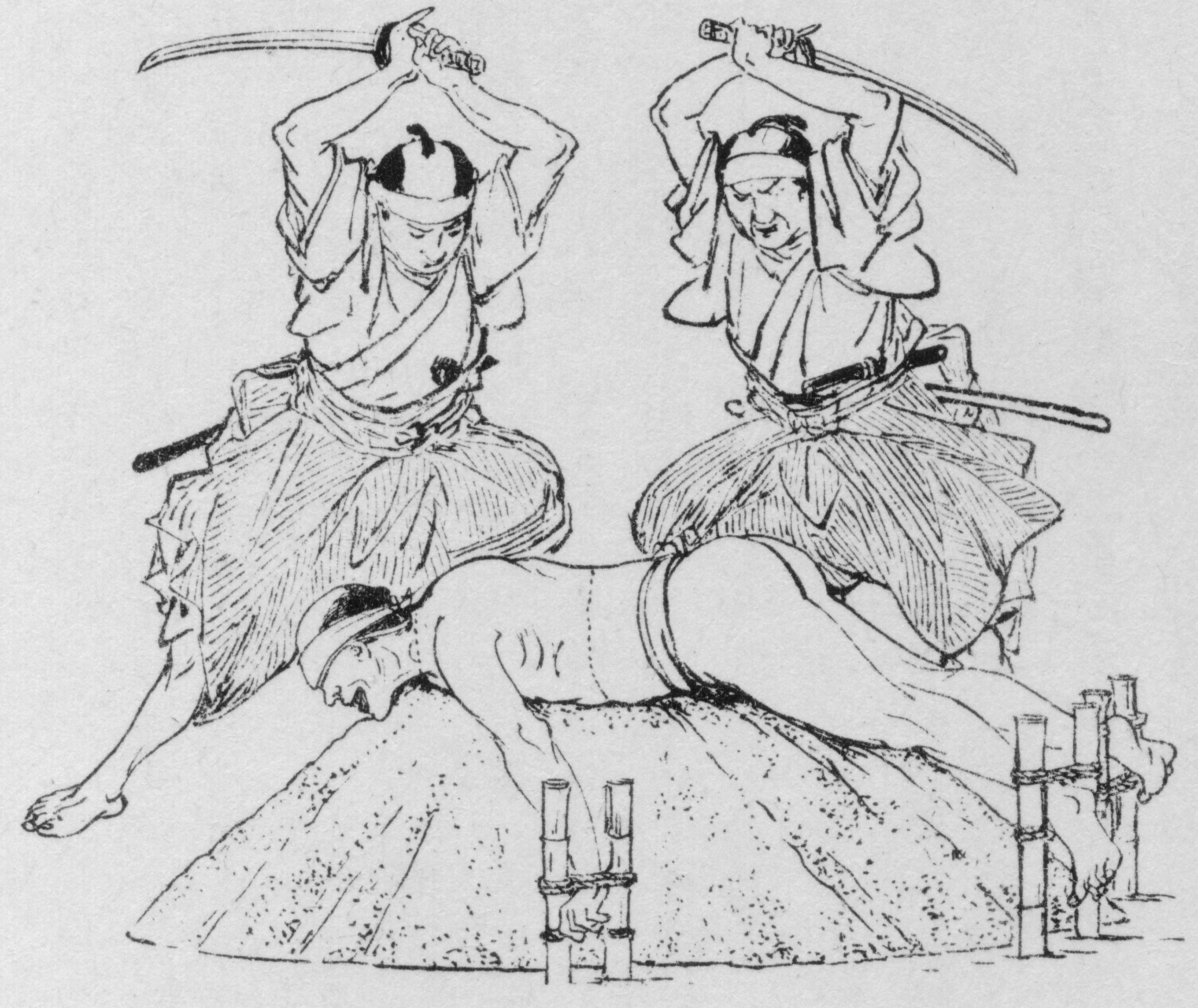
「生き胴処刑の図」

生き胴（いきどう）は、江戸時代に行われた死刑の一種。

## 概要
刑場に土を盛って「土壇場（または土段場）」を作り、そこに目隠しをした罪人をうつぶせに横たえて、2名の斬手が同時に頸と胴を斬り放すものである。
延宝8年（1680年）と元治年間（1864年から1865年）にこの刑に処せられた者がある。

## 事例
- 会津藩

正保3年（1646年）7月、人妻を誘拐し逃亡中に殺害した弥蔵という男が処刑された。『家世実紀』には「悪逆者に究候故、加判之者共江戸へ不相伺、御道具も有之候故、成敗候様にと申付、追て言上之」とある。協議の結果紛れもない悪人と判明したため、藩の重役は藩主保科正之に伺いを立てず、弥蔵を試し斬りのため生き胴に処したのである。
承応4年（1655年）2月、騙り（詐欺）の罪で捕えられた8人のうち3人が「御道具様物」とされ、あとの5人は処刑された。3人は藩主の刀の切れ味を試すために生きたまま胴を切り裂かれたものとみられる。
- 金澤藩

金沢藩では18世紀後半まで重罪人に対して生き胴の刑が執行されていた。
宝暦13年（1763年）、主計町の白銀屋与左衛門が盗賊と博打、密通などの罪で生き胴に処せられた。
明和7年（1770年）、主人の姉と密通し、主人の姉を刺し殺した後心中に失敗した東方源太夫が生き胴になった。
元治元年（1864年10月26日、尊攘派の藩士福岡惣助が禁門の変直前に長州藩士と結託したうえ偽りの上書を出したとして、藩主前田斉泰の逆鱗に触れ、生き胴により処刑された。